# Myzus indicus
Myzus indicus är en insektsart. Myzus indicus ingår i släktet Myzus och familjen långrörsbladlöss. Inga underarter finns listade i Catalogue of Life.